# Lichenomorphus paulistanus
Lichenomorphus paulistanus is een rechtvleugelig insect uit de familie sabelsprinkhanen (Tettigoniidae). De wetenschappelijke naam van deze soort is voor het eerst geldig gepubliceerd in 1960 door Costa Lima & Guitton.